# 金秀山
金秀山（1855年—1915年）。号金麻子。满族，北京人，清末民初京剧架子花脸演员。
金秀山自幼爱好京剧，开始在翠峰庵票房，为业余演员。后经德珺如介绍，拜何桂山为师，学演铜锤花脸，正式下海演戏。初搭阜成班，先后入长春和班、嵩祝成班、同春班、四喜班、保胜班等。长期在同庆班与谭鑫培合作。光绪三十年（1904）选入内廷，为清宫“内廷供奉”。唱腔雄浑厚朴而有膛音，兼有何桂山派“黄钟大吕”之长及穆凤山派“婉约流丽”之美，改变早期铜锤花脸重声轻腔之习，创造声、腔兼顾的演唱方法，并且圆润婉转，善用鼻音，丰富了花腔的唱腔。尤以二六板与流水板铿锵流利。演唱的剧目有《刺王僚》、《锁五龙》、《断密涧》、《草桥关》、《忠孝全》、《法门寺》等。与何桂山、穆风山号称京剧净行老三派。老舍在《敬悼郝寿臣老先生》中曾提及他。传人有长子金少山，及郎德山、讷绍先等。次子金仲麟习老生。曾居住在北京市东城区黄化门、西城区酱坊胡同。